# Рязанский драгунский полк
Рязанский драгунский полк (с 1756 года — конногренадерский, с 1763 года — карабинерный, с 1796 года — кирасирский) — кавалерийская воинская часть Русской императорской армии, сформированная в 1705 году и упразднённая в 1800 году.

## История
24 мая 1705 года в Смоленске из состава смоленской шляхты и расформированных конных частей: Рейтарского полковника Григория Дмитриевича Рыдванского и Драгунского полковника Самойлы Ивановича Станкевича (иррегулярного смоленского разряда) полков, сформирован 12-ротный Драгунский полковника Николая Андреевича Геренка полк.
В декабре 1705 года полк назван Драгунским полковника Густава-Альфреда Гейна полком.
В 1705 году для полка утверждён штат из 10 драгунских и 1 гренадерской роты.
В октябре 1706 года переименован в Рязанский драгунский полк.
27 января 1709 года гренадерская рота выделена на сформирование Драгунского-гренадерского полковника Кропотова полка.
В 1711 году утверждён штат полка в составе 10 драгунских рот.
10 мая 1725 года из Драгунского полковника Кропотова полка возвращена гренадерская рота, взамен выделена 7-я драгунская рота.
16 февраля 1727 года полк переименован в 3-й Свияжский драгунский полк, но 13 ноября того же года переименован обратно в Рязанский драгунский полк.
28 октября 1731 года гренадерская рота расформирована, с распределением чинов по драгунским ротам. 
30 марта 1756 года приказано полк привести в состав 2 гренадерских и 10 драгунских рот, соединённых в 6 эскадронов, с артиллерийской командой. Переименован в Рязанский конногренадерский полк.
19 февраля 1762 года приказано переформировать в кирасирский и переименовать в Рязанский кирасирский полк.
25 апреля 1762 года наименован Кирасирским генерал-майора Иогана Дерфельдена полком.
5 июля 1762 года приказ о переформировании в кирасирский отменён и полк назван по прежнему Рязанским конногренадерским полком.
14 января 1763 года повелено полк переформировать в 5-эскадронный карабинерный и именовать Рязанским карабинерным полком.
24 октября 1775 года полк приведён в 6-эскадронный состав, для чего присоединён один эскадрон расформированного Тверского карабинерного полка.
29 ноября 1796 года приказано переформировать в 5-эскадронный кирасирский и переименовать в Рязанский кирасирский полк.
31 октября 1798 года наименован Кирасирским генерал-майора фон-Риделя полком.
23 октября 1799 года переименован в Кирасирский генерал-майора Черниша полк.
17 декабря 1799 года назван Кирасирским генерал-майора маркиза де-Ламберта полком.
8 марта 1800 года приказано полк расформировать, а личный состав направить на укомплектование Кирасирского генерал-лейтенанта фон-Брикена полка и пехотных частей: Мушкетёрского генерал-майора Брунова, Мушкетёрского генерал-майора Фертча и Егерского генерал-майора Гангеблова полков.

## Боевые действия
Полк боевое крещение получил в Северной войне.
8 октября 1706 года участвовал в сражении при Калише.
В 1711 году участвовал в Прутском походе — 9 июля в сражении при р. Прут.
В ходе войны с Турцией 2 июля 1737 года участвовал в штурме Очакова. 
В Семилетнюю войну участвовал 19 августа 1757 года в сражении при Гросс-Егерсдорфе.
В 1764 году при усмирении польского восстания 15 июня участвовал в сражении у Слонима.
В ходе Русско-турецкой войны 1768—1774 годов: 19 апреля 1769 года — в сражении под Хотином, 29 августа 1769 года — в сражении при Бабшине, 21 июля 1770 года — в Кагульском сражении, с 18 июня 1773 года — при осаде Силистрии.
В последний раз в боевых действиях полк участвовал в ходе Русско-турецкой войны 1787—1791 годов: 16 мая 1788 года — при штурме Очакова, 20 апреля 1789 года — в поражении турок у Галаца.

## Шефы полка
- 1762 — генерал-майор Дерфельден, Иван Христофорович
- 03.12.1796 — 23.11.1797 — генерал-лейтенант Ласси, Борис Петрович (де Лассий Мориц Петрович)
- 23.11.1797 — 13.02.1798 — генерал-майор Белуха, Павел Дмитриевич
- 13.02.1798 — 17.09.1798 — генерал-майор Дурасов, Андрей Зиновьевич
- 17.09.1798 — 23.10.1799 — генерал-майор фон Ридель, Иван Иванович
- 23.10.1799 — 17.12.1799 — генерал-майор Черныш, Терентий Петрович
- 17.12.1799 — 08.03.1800 — генерал-майор маркиз де Ламберт, Карл Осипович

## Командиры полка
- май 1705 — декабрь 1705 — полковник Николай Андреевич Геренк (Геринг)
- 1705—1706 — полковник Густав-Альфред Гейн
- до 02.04.1797 — бригадир Давыдов, Василий Денисович
- 02.04.1797 — 23.07.1797 — полковник Карачинский
- 23.07.1797 — 12.01.1798 — подполковник Круль
- 02.06.1798 — 08.03.1800 — майор (с 2.11.1798 подполковник, с 22.01.1800 полковник) Бурдуков, Василий Васильевич